# Ancistrocerus longipilosus
Ancistrocerus longipilosus är en stekelart som beskrevs av Cameron. Ancistrocerus longipilosus ingår i släktet murargetingar, och familjen Eumenidae. Inga underarter finns listade i Catalogue of Life.